# Charlie Heaton

Charlie Ross Heaton (Bridlington, Inglaterra; 6 de febrero de 1994) es un actor y músico británico, más conocido por interpretar a Jonathan Byers en la serie Stranger Things de Netflix.

## Carrera
Después de trasladarse a Londres a la edad de 16 años, Heaton se unió a la banda de rock inglesa Comanechi como el baterista de la misma y con quienes viajó durante el período de un año. En 2015, Heaton hizo su debut en la actuación en la serie criminal DCI Banks emitida por la cadena de ITV, interpretando el papel de Gary McCready. Más tarde, apareció como Riley en la serie de detectives Vera. Ese mismo año, fue estrella invitada en la serie Casualty, emitida por BBC One, donde interpretó el papel de Jason Waycott.
En 2016, apareció en Shut In, película que coprotagonizó junto a Naomi Watts y Oliver Platt y dirigida por el director inglés Farren Blackburn. Desde 2016, Heaton desarrolla uno de los papeles principales en la serie Stranger Things, emitida por Netflix. En ella interpreta a Jonathan Byers, un joven tímido y algo asocial con un gran talento para la fotografía, que ayuda a su madre a encontrar el paradero de su hermano menor misteriosamente desaparecido.
En 2017 apareció en la película El secreto de Marrowbone, dirigida por el español Sergio G. Sánchez y producida por Juan Antonio Bayona.
En 2020 interpretó a Samuel "Sam" Guthrie / Cannonball, uno de los personajes principales de la película New Mutants, perteneciente a la saga cinematográfica de X-Men.

## Vida personal
En octubre de 2017, la revista US Weekly reveló que Heaton había tenido un hijo en 2014 llamado Archie, fruto de una relación anterior con Akiko Matsuura, una baterista y cantante japonesa que reside en Londres.
Actualmente sale con su compañera de reparto en Stranger Things Natalia Dyer.

### Problemas legales
El 21 de octubre de 2017, a Heaton se le negó la entrada a los Estados Unidos después de que las autoridades estadounidenses le encontraron una pequeña cantidad de cocaína en su equipaje cuando se disponía a entrar al país a través del aeropuerto internacional de Los Ángeles, para asistir al estreno de la segunda temporada de la serie que protagoniza, Stranger Things. Debido a la situación fue retenido y poco después fue deportado a Londres, ya que es un ciudadano británico.

## Filmografía

### Cine
| Año  | Título                          | Personaje                            | Notas                |
| ---- | ------------------------------- | ------------------------------------ | -------------------- |
| 2014 | Life Needs Courage              | Charlie                              | Cortometraje         |
| 2015 | The Schoolboy                   | Michael Stevens                      | Cortometraje         |
| 2015 | Rise of the Footsoldier Part II | Dealer                               | Personaje principal  |
| 2015 | Urban & the Shed Crew           | Frank                                | Coprotagonista       |
| 2016 | As You Are                      | Mark                                 | Personaje principal  |
| 2016 | Shut In                         | Stephen Portman                      | Coprotagonista       |
| 2017 | The Performers: Act III         | Bowie Character                      | Cortometraje         |
| 2017 | El secreto de Marrowbone        | Billy Marrowbone                     | Coprotagonista       |
| 2020 | No Future                       | Will                                 | Coprotagonista       |
| 2020 | The New Mutants                 | Samuel "Sam" Guthrie / Bala de Cañón | Coprotagonista       |
| 2021 | The Souvenir Part II            | Jim Dagger                           | Personaje secundario |

### Televisión
| Año             | Título          | Personaje      | Notas                                 |
| --------------- | --------------- | -------------- | ------------------------------------- |
| 2015            | DCI Banks       | Gary McCready  | Episodio: "What Will Survive: Part 1" |
| 2015            | DCI Banks       | Gary McCready  | Episodio: "What Will Survive: Part 2" |
| 2015            | Vera            | Riley          | Episodio: "Changing Tides"            |
| 2015            | Casualty        | Luke Dickinson | Episodio: "Sweetie"                   |
| 2015            | Casualty        | Jason Waycott  | Episodio: "The Department of Secrets" |
| 2016 — presente | Stranger Things | Jonathan Byers | Reparto principal                     |
| 2020            | Soulmates       | Kurt Shepard   | Episodio: "Break On Through"          |

## Premios y nominaciones
| Lista de premios y nominaciones | Lista de premios y nominaciones             | Lista de premios y nominaciones                                                          | Lista de premios y nominaciones | Lista de premios y nominaciones | Lista de premios y nominaciones | Lista de premios y nominaciones |
| Año                             | Organización                                | Categoría                                                                                | Trabajo nominado                | Resultado                       | Ref(s)                          |                                 |
| ------------------------------- | ------------------------------------------- | ---------------------------------------------------------------------------------------- | ------------------------------- | ------------------------------- | ------------------------------- | ------------------------------- |
| 2017                            | Screen Actors Guild Awards                  | Mejor Reparto en un Drama (compartido con el elenco principal de Stranger Things)        | Stranger Things                 | Ganador                         | [ 15 ]                          |                                 |
| 2017                            | Gold Derby Awards                           | Mejor Reparto del Año (compartido con el elenco principal de Stranger Things)            | Stranger Things                 | Nominado                        | [ 16 ]                          |                                 |
| 2017                            | Online Film & Television Association Awards | Mejor Reparto de Serie Dramática (compartido con el elenco principal de Stranger Things) | Stranger Things                 | Nominado                        | [ 17 ]                          |                                 |
| 2018                            | Screen Actors Guild Awards                  | Mejor Reparto en un Drama (compartido con el elenco principal de Stranger Things)        | Stranger Things                 | Nominado                        | [ 18 ]                          |                                 |
| 2018                            | Teen Choice Awards                          | Ladrón de Escena                                                                         | Stranger Things                 | Nominado                        | [ 19 ]                          |                                 |